# Tomoya Takahata
Tomoya Takahata (japanisch 髙畑 智也 Takahata Tomoya; * 2. Dezember 1994 in Sanda) ist ein japanischer Fußballspieler.

## Karriere
Tomoya Takahata erlernte das Fußballspielen in der Schulmannschaft der Takigawa Daini High School und der Universitätsmannschaft der Ritsumeikan-Universität. Seinen ersten Vertrag unterschrieb er 2017 bei SC Sagamihara. Der Verein spielte in der dritthöchsten Liga des Landes, der J3 League. 2019 wechselte ernach Matsue zum Viertligisten Matsue City FC.